# بارویکی
بارویکی (به لهستانی:  Barwiki) یک روستا در لهستان است، که در گمینا راجووو واقع شده‌است.